# 日本民主主義文学会
日本民主主義文学会（にほんみんしゅしゅぎぶんがくかい）は、日本共産党系の日本の文学者の職能団体である。機関誌『民主文学』を月刊誌として編集・発行している。

## 概要

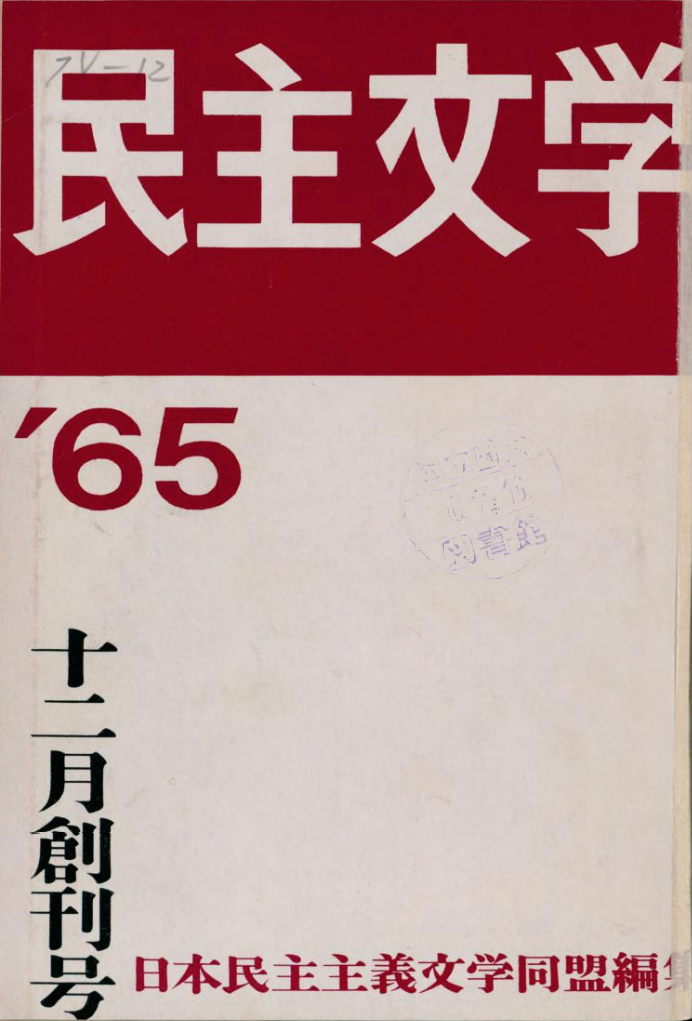
『民主文学』1965年12月創刊号

会の組織は、文学者の職能団体でありながら、ひろく全国の文学愛好者にも門戸を広げるという観点から、文学者としての力量を基準として、〈会員（同盟員）〉と〈準会員（準同盟員）〉という二段構えの組織形態をとっている。隔年で開かれる大会への参加、機関誌『民主文学』への投稿は会員・準会員ともに可能であるが、大会での議決権は会員のみに限られている。準会員から会員への昇格には、常任幹事会での審査がある。また、会員や準会員は各地に支部をつくり、そこを単位に文学活動をしている。支部の雑誌に発表された作品が、『民主文学』に転載され、それを機に準会員が会員に昇格することは珍しくない。
平和と民主主義をめざすことが活動の一環でもあるので、原水爆禁止日本協議会などの社会運動や平和運動にも積極的にかかわっていることも特色であり、文化や社会の問題に関しても、声明文を発表して意見を表明することがある。文化団体連絡会議（文団連）の幹事団体として、他の文化団体との連携もはかっている。近年は、文学フリマなどの同人誌即売会にサークル参加している例もある。
会員403人、準会員755人、支部108（2005年5月、第21回大会時）。　近年では、谷本諭「社会主義リアリズムとは何だったのか」（「民主文学」2016年5月号掲載）が、第10回「手塚英孝賞」が与えられるなどの成果を生み出している。

## 略歴
プロレタリア文学は、戦争の激化と弾圧によって壊滅させられた。戦後蔵原惟人・中野重治・宮本百合子たちを中心にして1945年に〈新日本文学会〉が結成され、左翼文学の中心となる。彼らはみずからの潮流を〈民主主義文学〉と名づけた。
新日本文学会は、戦後から1950年代にかけて、平和と民主主義を標榜しつつ、労働者や農民の中からの新しい書き手を養成しながら文学運動を続けた。しかし、1960年の安保闘争の評価や1961年の日本共産党の綱領路線への意見をめぐって意見の対立が生まれた。それは、1964年の新日本文学会第11回大会で表面化した。当時の幹事会の多数派は、大会への幹事会報告を、部分的核実験禁止条約礼賛のような、政治的な意見の相違点、リアリズムやアヴァンギャルドのような創作方法上の多様性の否定、といった当時の会内部にあった意見の対立について、一方に加担する立場からまとめようとした。
それに対して、幹事であった江口渙・霜多正次・西野辰吉は、意見の相違を保留して会の統一を維持する立場から、別の文書をつくり、それを大会に提案して議論を要請した。しかし、彼らの提案は大会議長団によって拒否され、さらに大会後、それを理由に3名は新日本文学会から除籍された。また、津田孝もこのとき会の〈新しい〉方針を批判したという理由で一緒に除籍された。
除籍された4人を含めて、新しい文学団体を作ることになり、翌1965年8月26日に、日本民主主義文学同盟が結成された。同盟は、〈人民の立場にたつ民主主義文学〉の創造と普及をスローガンとして掲げた。その後、2003年の第20回大会を機に日本民主主義文学会と改め、現在にいたっている。
一方、新日本文学会は会員の減少や高齢化により、2005年に解散した。

## 『民主文学』4月号問題
『民主文学』1983年4月号は、日本共産党中央機関紙「赤旗」から広告掲載を拒否された（のちに同盟から離脱した人物たちは、理由として当時党を批判していた小田実の寄稿に野間宏ら「反党分子」を含む訪中団の記事が記載され、それに編集後記で感謝の意を表明したことをあげている）。これに対しては、一部の同盟員が〈党中央による同盟への干渉〉だという批判をあらわにした。その直後の5月に開催された文学同盟の大会で、選出された幹事による第1回幹事会（大会中に開催され、議長・副議長・事務局長・編集長・常任幹事を選出する）では、当時の山根献事務局長・中野健二『民主文学』編集長の留任が認められず、9月の第2回幹事会まで事務局長・編集長が選出できなかった。第2回幹事会では霜多正次議長が辞意を表明し、窪田精が議長に就任、また常任幹事のうち中里喜昭など数名が辞任した。その後、霜多・中里らはその後『葦牙』を発刊し、同盟からも離脱している（2018年に休刊し、ミニコミ誌として存続している）。

## 歴代役員
| 西暦   | 大会       | 会長（議長）    | 副会長（副議長） | 副会長（副議長） | 事務局長   | 『民主文学』編集長 |
| ------ | ---------- | --------------- | ---------------- | ---------------- | ---------- | ------------------ |
| 1965年 | 創立大会   | 江口渙          | 霜多正次         | 村山知義         | 窪田精     | 佐藤静夫           |
| 1967年 | 第2回大会  | 〃              | 〃               | 〃               | 〃         | 西野辰吉           |
| 1969年 | 第3回大会  | 〃              | 佐藤静夫         | 〃               | 〃         | 手塚英孝           |
| 1971年 | 第4回大会  | 〃              | 霜多正次         | 窪田精           | 中里喜昭   | 佐藤静夫           |
| 1973年 | 第5回大会  | 〃              | 〃               | 〃               | 〃         | 〃                 |
| 1975年 | 第6回大会  | 霜多正次        | 佐藤静夫         | 〃               | 山根献     | 中野健二           |
| 1977年 | 第7回大会  | 〃              | 〃               | 〃               | 〃         | 〃                 |
| 1979年 | 第8回大会  | 〃              | 〃               | 〃               | 〃         | 〃                 |
| 1981年 | 第9回大会  | 〃              | 〃               | 〃               | 〃         | 〃                 |
| 1983年 | 第10回大会 | 霜多正次 窪田精 | 〃               | 〃               | 森与志男   |                    |
| 1985年 | 第11回大会 | 窪田精          | 〃               | 山口勇子         | 〃         |                    |
| 1987年 | 第12回大会 | 〃              | 〃               | 〃               | 〃         |                    |
| 1989年 | 第13回大会 | 〃              | 〃               | 森与志男         | 宮寺清一   |                    |
| 1991年 | 第14回大会 | 〃              | 〃               | 〃               | 〃         |                    |
| 1993年 | 第15回大会 | 〃              | 〃               | 〃               | 〃         |                    |
| 1995年 | 第16回大会 | 〃              | 津上忠           | 〃               | 〃         | 新船海三郎         |
| 1997年 | 第17回大会 | 〃              | 宮寺清一         | 〃               | 新船海三郎 | 森与志男           |
| 1999年 | 第18回大会 | 森与志男        | 〃               | 吉開那津子       | 〃         | 稲沢潤子           |
| 2001年 | 第19回大会 | 〃              | 〃               | 〃               | 〃         | 〃                 |
| 2003年 | 第20回大会 | 〃              | 〃               | 〃               | 〃         | 平瀬誠一           |
| 2005年 | 第21回大会 | 〃              | 〃               | 〃               | 田島一     | 〃                 |
| 2007年 | 第22回大会 | 吉開那津子      | 〃               | 稲沢潤子         | 〃         | 丹羽郁生           |
| 2009年 | 第23回大会 | 〃              | 稲沢潤子         | 田島一           | 能島龍三   | 〃                 |
| 2011年 | 第24回大会 | 稲沢潤子        | 丹羽郁生         | 〃               | 〃         | 乙部宗徳           |
| 2013年 | 第25回大会 | 田島一          | 〃               | 旭爪あかね       | 〃         | 〃                 |
| 2015年 | 第26回大会 | 〃              | 能島龍三         | 〃               | 乙部宗徳   | 宮本阿伎           |
| 2017年 | 第27回大会 | 〃              | 〃               | 〃               | 〃         | 〃                 |
| 2019年 | 第28回大会 | 〃              | 〃               | 宮本阿伎         | 〃         | 牛久保建男         |
| 2021年 | 第29回大会 | 能島龍三        | 青木陽子         | 〃               | 〃         | 〃                 |
| 2023年 | 第30回大会 | 〃              | 〃               | 〃               | 久野通広   | 乙部宗徳           |
| 2025年 | 第31回大会 | 〃              | 〃               | 乙部宗徳         | 〃         | 岩渕剛             |